# Autoserica wavuana
Autoserica wavuana är en skalbaggsart som beskrevs av Hermann Julius Kolbe 1914. Autoserica wavuana ingår i släktet Autoserica och familjen Melolonthidae. Inga underarter finns listade.